# Bernhard Breit
Bernhard Breit  (* 1966 in Saarbrücken) ist ein deutscher Chemiker. Er ist ordentlicher Professor für Organische Chemie an der Albert-Ludwigs-Universität Freiburg.

## Leben und Werk
Breit studierte Chemie an der Universität Kaiserslautern, an der er 1990 sein Diplom erhielt und 1993 bei Manfred Regitz summa cum laude promoviert wurde. Als Post-Doktorand war er 1993/94  bei Barry Trost in Stanford und danach an der Universität Marburg bei Reinhard W. Hoffmann, wo er sich 1998 habilitierte. 1999 wurde er außerordentlicher Professor an der Universität Heidelberg und 2001 ordentlicher Professor für Organische Chemie in Freiburg. Einen Ruf nach Basel lehnte er 2015 ab.  Er ist Senior Fellow am Freiburg Institute for Advanced Studies.
Er befasst sich mit der Entwicklung und Nutzung neuer Methoden für die organische Synthese und homogene Katalyse.
Er war Stipendiat der Studienstiftung des Deutschen Volkes. 1995 erhielt er den Dr. Otto Röhm Preis, 1999 den Heinz-Maier-Leibnitz-Preis und er erhielt im selben Jahr das Dozentenstipendium des Fonds der Chemischen Industrie (deren Liebig-Stipendiat er schon 1994 war). 2000 erhielt er den Alfried-Krupp-Förderpreis für junge Hochschullehrer und 2002 den Novartis European Young Investigator Award. 2007 war er Fellow der Japan Society for the Promotion of Science.
1998/99 war er Gastprofessor an der Harvard University, 2005 in Stanford und 2008 in Straßburg. Er hält mehrere Patente.
Seit 2013 ist er im Herausgebergremium von Chemie in unserer Zeit. Er ist im Beratergremium von Chemical Record, Advanced Synthesis and Catalysis und des European Journal of Organic Chemistry.

## Schriften
- Faszination Organische Synthese, Chemie in unserer Zeit, Band 47, 2013, S. 139
- B. Breit: Controlling stereoselectivity with the aid of a reagent-directing group: hydroformylation, cuprate addition, and domino reaction sequences In: Chemistry. Band 6, Nummer 9, Mai 2000, S. 1519–1524, PMID 10839167 (auch abgedruckt in Hans-Günther Schmalz, Thomas Wirth, Organic Synthesis Highlights V, Wiley-VCH 2008)